# Siedemnaście mgnień wiosny

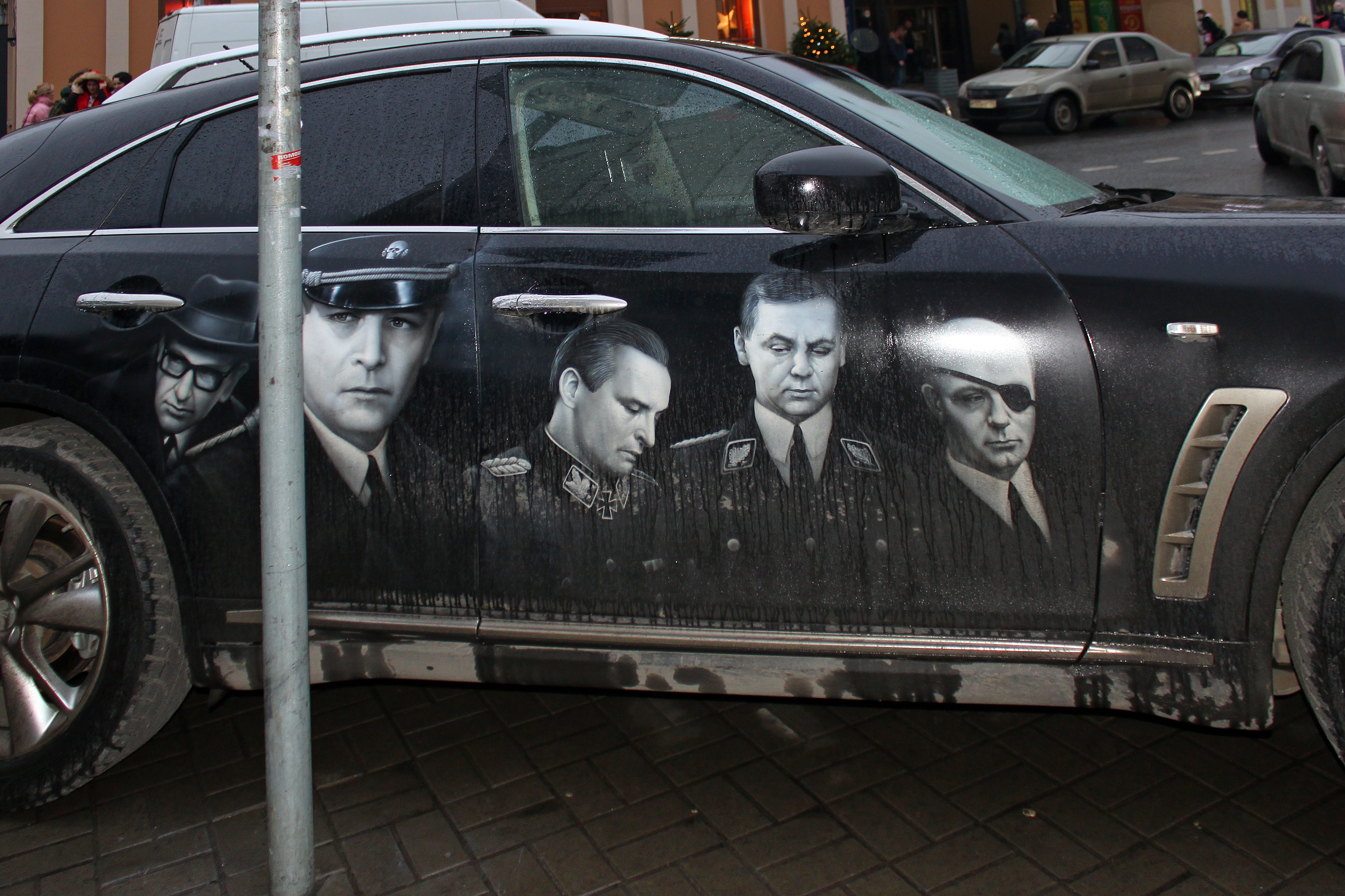
Aerografia na współczesnym samochodzie

Siedemnaście mgnień wiosny (ros. Семнадцать мгновений весны) – radziecki serial telewizyjny z 1973 na podstawie jednej z powieści Juliana Siemionowa, w reżyserii Tatiany Lioznowej. Autorem scenariusza i tekstu narratora filmu był sam Siemionow. Serial liczył 12 odcinków, których akcja rozgrywa się w ciągu 17 dni (stąd tytuł). Realizowano go głównie na Łotwie, a Ryga udawała miasta szwajcarskie.
W Polsce premiera serialu odbyła się 19 lutego 1974 roku.

## Obsada
- Wiaczesław Tichonow – pułkownik Maksym Maksymowicz Isajew[a] aka SS-Standartenführer Max Otto von Stirlitz
- Leonid Broniewoj – SS-Gruppenführer Heinrich Müller
- Oleg Tabakow – SS-Brigadeführer Walter Schellenberg
- Jurij Wizbor – Martin Bormann
- Rostisław Platt – pastor Fritz Schlagg
- Jewgienij Jewstigniejew – profesor Werner Pleischner
- Wasilij Łanowoj – SS-Obergruppenführer Karl Wolff
- Jekatierina Gradowa – radiotelegrafistka Kathrin Kinn / Katia Kozlowa
- Nikołaj Prokopowicz – Heinrich Himmler
- Leonid Kurawlow – SS-Obersturmbannführer Kurt Eismann
- Wilhelm Burmeier – Hermann Göring; Leutnant, dowódca punktu kontrolnego na granicy szwajcarskiej (odcinki 11, 12)
- Nikołaj Wołkow – radiotelegrafista Erwin Kinn
- Fritz Diez – Adolf Hitler
- Michaił Żarkowski – SS Obergruppenführer Ernst Kaltenbrunner
- Andro Kobaładze – Józef Stalin
- Wiaczesław Szalewicz – Allen Dulles, szef ośrodka OSS w Europie
- Konstantin Żełdin – SS-Obersturmbannführer Wilhelm Holtoff
- Aleksiej Safonow – SS-Sturmbannführer Jürgen Rolf
- Olga Sosznikowa – SS-Unterscharführer Barbara Krein
- Otto Mellies – Helmut Kalder, żołnierz SS
- Lew Durow – Klaus, agent SD
- Ławrientij Masocha – SS-Standartenführer Scholtz
- Emilia Milton – pani Saurich
- Swietłana Swietlicznaja – Gabi Nabel
- Eleonora Szaszkowa – Aleksandra Gawrilina[b], żona Stirlitza
- Jewgienij Kuzniecow – Friedrich Wilhelm Krüger
- Walentin Gaft – Gaevernitz, współpracownik Dullesa
- Aleksiej Ejbożenko – Husmann, współpracownik Dullesa
- Władlen Dawydow – „Włoch”, współpracownik Dullesa
- Jan Janakijew – SS-Standartenführer Dollmann
- Wiktor Szczegłow – „Agent ubezpieczeniowy”, śledczy gestapo
- Inna Uljanowa – pijana dama w hotelu
- Jurij Smirnow – agent gestapo na kryjówce w Bernie
- Nikołaj Gricenko – generał w pociągu
- Jefim Kopelian – narrator (głos)

Powstały dwie polskie aktorskie wersje „Siedemnastu mgnień wiosny”. Pierwsza to polski dubbing radzieckiego serialu, a druga to dwuczęściowy spektakl Teatru Sensacji „Kobra” z 1973 roku w reżyserii Andrzeja Zakrzewskiego. Odcinki nosiły tytuły: Walizka Katherine i W pułapce. W obu wersjach postać głównego bohatera – SS Standartenführera Maxa Otto von Stirlitza odtwarzał Piotr Pawłowski.

## Polski dubbing
Wersja polska: Studio Opracowań Filmów w Warszawie

Reżyseria:
- Jerzy Twardowski (odc. 1-4),
- Zofia Dybowska-Aleksandrowicz (odc. 4-12),

Dialogi polskie:
- Jan Moes (odc. 1-2, 4, 6-12),
- Elżbieta Łopatniukowa (odc. 3, 5)

Konsultacja tekstu: Marian Podkowiński

Operator dźwięku: Roman Błocki

Montaż:
- Henryka Meldner (odc. 1-2, 5, 8, 10, 12),
- Danuta Sierant (odc. 3, 6, 11),
- Halina Kucharska (odc. 4),
- Anna Łukasik (odc. 7, 9)

Kierownik grupy: Waldemar Szczepański

W wersji polskiej udział wzięli:
- Piotr Pawłowski – SS-Standartenführer Max Otto von Stirlitz (pułkownik Maksym Maksymowicz Isajew)
- Janusz Kłosiński – SS-Gruppenführer Heinrich Müller
- Janusz Bukowski – SS-Brigadeführer Walter Schellenberg
- Zygmunt Maciejewski – Martin Bormann
- Zdzisław Mrożewski – pastor Fritz Schlagg
- Janusz Paluszkiewicz – profesor Werner Pleischner
- Andrzej Seweryn – SS-Obergruppenführer Karl Wolff
- Krystyna Chmielewska –
  - radiotelegrafistka Kathrin Kinn / Katia Kozlowa,
  - Koeth
- Zygmunt Listkiewicz – Heinrich Himmler
- Lech Pietrasz – SS-Obersturmbannführer Kurt Eismann
- Janusz Bylczyński – SS-Obergruppenführer Ernst Kaltenbrunner
- Małgorzata Włodarska – SS-Unterscharführer Barbara Krein
- Henryk Czyż – SS-Standartenführer Scholz
- Maciej Rayzacher – Husmann
- Zdzisław Salaburski –
  - generał w pociągu (odc. 7),
  - Günter (odc. 10),
  - Krause
- Maciej Englert – Helmut
- Zygmunt Maciejewski – Bormann
- Tadeusz Borowski – narrator
- Zdzisław Tobiasz – Allen Dulles
- Czesław Byszewski – Kruger
- Marek Kondrat – agent Gestapo w Bernie (odc. 5)
- Szczepan Baczyński – sklepikarz w Bernie (odc. 7, 11-12)
- Anna Romantowska – dziewczyna (odc. 11)
- Tadeusz Bartosik –
  - Hermann Göring (odc. 11),
  - Gromow
- Andrzej Gawroński – Holtoff
- Alina Żeliska – Pani Zaurich
- Wiesław Drzewicz – astronom
- Leon Pietraszkiewicz – Józef Stalin
- Jan Kociniak – Klaus
- Barbara Dobrzyńska – Gabi
- Krzysztof Wróblewski – Jednooki
- Roman Wilhelmi – Adolf Hitler
- Marian Glinka – Erwin
- Lechosław Hertz – Kowalenko
- Daniela Makulska – siostra w sierocińcu
- Henryk Łapiński – fotograf
- Jerzy Tkaczyk –
  - szef radzieckiego wywiadu (odc. 2),
  - agent (odc. 4, 6),
  - Dolmann (odc. 5),
  - Ekspert (odc. 10)
- Stefan Śródka –
  - Runge,
  - policjant #1 (odc. 10)
- Piotr Zaborowski – policjant #2 (odc. 10)
- Wilhelm Wichurski – Peter (odc. 10)
- Alina Bukowska – siostra #1 (odc. 10)
- Włodzimierz Bednarski – Goevernitz
- Tadeusz Włudarski – Rolf
- Edward Sosna – Wasiliew (odc. 12)
- Maciej Maciejewski – Wiaczesław Mołotow (odc. 12)
- Krzysztof Kolberger – Pawłow (odc 12)
- Henryk Machalica –
  - duchowny (odc. 9),
  - Kerr (odc. 12)
- Andrzej Antkowiak – łącznik (odc. 12)
- Daniela Makulska –
  - siostra #2 (odc. 10),
  - dziewczyna w barze (odc. 12)
- Jerzy Kamas – pracownik Dullesa (odc. 9)
- Józef Kalita – Bittner (odc. 9-10)

Lektor: Krystyna Loska

## Wersja polska – Teatr Sensacji „Kobra” z 1973 roku
Wykonawcy:
- Piotr Pawłowski – Stirlitz
- Barbara Sołtysik – Katherine
- Henryk Bąk – Mueller, szef Gestapo
- Mieczysław Voit – Schellenberg
- Stanisław Michalik – Holtoff
- Tadeusz Fijewski – profesor Pleischner
- Zygmunt Maciejewski – esesman

oraz:
- Arkadiusz Bazak
- Józef Duriasz
- Janusz Zakrzeński
- Włodzimierz Nakwaski
- Jan Burek
- Kazimierz Meres
- Roman Kosierkiewicz
- Jerzy Moes
- Jerzy Radwan
- Tadeusz Wieczorek
- Ewa Wawrzoń
- Ryszard Barycz
- Mieczysław Kalenik
- Henryk Czyż
- Zdzisław Szymborski
- Teodor Gendera
- Edward Rauch
- Andrzej Siedlecki
- Wiktor Nanowski
- Andrzej Gawroński
- Bogdan Śmigielski
- Jadwiga Kurylukówna

i inni

## Fabuła
Akcja filmu rozpoczyna się 12 lutego i trwa do 24 marca 1945 w upadającej III Rzeszy (głównie Berlinie). Ukazuje siedemnaście wybranych z tego okresu, pełnych napięcia dni (stąd tytuł serialu). Maksym Maksymowicz Isajew działa w Berlinie jako tajny agent wywiadu radzieckiego Standartenführer Max Otto von Stirlitz. Przeniknął w szeregi wywiadu SS – SD. Pracuje w Głównym Urzędzie Bezpieczeństwa Rzeszy. Główny motyw filmu to realizacja zadania jakie Stirlitz otrzymuje z Moskwy: dowiedzieć się, który z przywódców III Rzeszy próbuje nawiązać rokowania z aliantami zachodnimi w Szwajcarii. Uzyskać dowody, że takie rozmowy się toczą, aby zapobiec zawarciu separatystycznego pokoju pomiędzy hitlerowcami a mocarstwami zachodnimi, przede wszystkim Amerykanami. Isajew dzięki swojej niebywałej inteligencji, opanowaniu i łutowi szczęścia wykonuje zadania. Nie obywa się to jednak bez przeszkód; zanim do tego dojdzie, musi zmierzyć się z szefem RSHA Kaltenbrunerem, który mając wobec niego podejrzenia, zleca jego obserwację, oraz z szefem Gestapo Müllerem, który wszczyna wobec niego śledztwo, a nawet na krótko aresztuje. Na domiar złego jego radiotelegrafista ginie w jednym z nalotów, przerywając łączność Stirlitza z centralą w Moskwie. Ciężarna żona radiotelegrafisty – Katia – trafia do szpitala, a stamtąd na Gestapo.

## Osoby historyczne w filmie
- Walter Schellenberg – Brigadeführer SS, kierownik departamentu VI (Ausland-SD, wywiad zagraniczny) Głównego Urzędu Bezpieczeństwa Rzeszy, przełożony Stirlitza
- Heinrich Müller – Gruppenführer SS, kierownik departamentu IV Głównego Urzędu Bezpieczeństwa Rzeszy (Gestapo)
- Ernst Kaltenbrunner – Obergruppenführer SS, szef Głównego Urzędu Bezpieczeństwa Rzeszy
- Martin Bormann – Reichsleiter, zastępca Hitlera w sprawach NSDAP
- Karl Wolff – SS-Obergruppenführer i generał Waffen-SS, Najwyższy Dowódca SS i Policji we Włoszech
- Allen Dulles – dowódca szwajcarskiego ośrodka OSS
- Gero von Schulze-Gaevernitz – najbliższy współpracownik Dullesa w Szwajcarii
- Max Hussmann – Szwajcarski profesor, który współpracował z Dullesem
- Eugen Dollmann – Standartenführer SS, tłumacz i powiernik Himmlera we Włoszech

## Odcinki[1]

### Odcinek 1
Połowa lutego 1945. Berlin. III Rzesza dogorywa, ale odcięty w swoim bunkrze Hitler wciąż roi o ostatecznym zwycięstwie. Tymczasem jego najwyżsi dowódcy planują rozpocząć tajne negocjacje z Zachodem...

### Odcinek 2
Stirlitz dostaje rozkaz z centrali w Moskwie: za wszelką cenę ma się dowiedzieć, kto spośród hitlerowskich przywódców chce rozmawiać z Zachodem o kapitulacji. Później musi zdemaskować go jako zdrajcę...

### Odcinek 3
Stirlitz próbuje zorientować się, kto z hitlerowskiego dowództwa chce rozmawiać z Zachodem. Spotyka się ze swoimi łącznikami i przekazuje wiadomości do centrali w Moskwie. Musi jednak uważać, bo od pewnego czasu na rozkaz szefa RSHA Kaltenbrunera jest śledzony...

### Odcinek 4
Wojska radzieckie zbliżają się do Koenigsberga. Himmler nakazuje natychmiast ewakuować z miasta generała SS Wolfa, który ma w Szwajcarii prowadzić rozmowy z szefem amerykańskich specsłużb Allanem Dullesem. Tymczasem radziecka radiotelegrafistka i zarazem łączniczka Stirlitza wpada w ręce Gestapo...

### Odcinek 5
Generał SS Wolf jedzie do Berna. W ośrodku wywiadu amerykańskiego prowadzi pertraktacje z Zachodem celem zawarcia separatystycznego pokoju. Stirlitz próbuje za wszelką cenę storpedować te rozmowy...

### Odcinek 6
Stirlitz werbuje do współpracy pastora Schlagga. Ma on pojechać do Szwajcarii by przekonać wywiady państw zachodnich, że generał Wolf jest prowokatorem. Tymczasem w Berlinie Gestapo próbuje ustalić czyją łączniczką jest schwytana radiotelegrafistka...

### Odcinek 7
Wśród najwyższych przywódców niemieckich narasta wzajemna nieufność. Gestapo za wszelką cenę próbuje zdemaskować radzieckiego szpiega. Stirltz wywozi do Berlina cennego współpracownika, jednak już w Szwajcarii wpada on w zasadzkę. Stirlitz interweniuje u szefa SD Schellenberga, twierdząc, że działania jego podwładnych szkodzą interesom III Rzeszy...

### Odcinek 8
Po powrocie z Berna Stirlitz zastaje w swoim domu wysłannika szefa Gestapo Müllera, który proponuje mu ucieczkę z Niemiec. Radziecki agent orientuje się, że jest to prowokacja, obezwładnia intruza i przekazuje w ręce Gestapo. Wkrótce Müller dowiaduje się, że odciski palców znalezione na radiostacji radzieckiej radiotelegrafistki należą do Stirlitza...

### Odcinek 9
Gestapo poddaje brutalnym przesłuchaniom radziecką radiotelegrafistkę, chcąc wydobyć od niej informacje i nazwisko jej szefa oraz kody szyfrogramów, ale dziewczyna milczy. Tymczasem Stirlitz rozpracowuje kontakty Martina Bormanna i próbuje zablokować niemieckie prace nad bronią nuklearną...

### Odcinek 10
Stirlitz, wezwany przez SS na przesłuchanie, zostaje aresztowany. Mueller domagają się od niego wyjaśnienia, w jaki sposób odciski jego palców znalazły się na walizce z radiostacją radzieckiej agentki. Tymczasem trwają poszukiwania radiotelegrafistki, której udało się uciec...

### Odcinek 11
Po licznych wyjaśnieniach i konfrontacjach Stirlitz zostaje zwolniony, a śledztwo Gestapo w jego sprawie – zamknięte. Stirlitz, który nie wie, że radiotelegrafistka uciekła, próbuje ustalić co się z nią dzieje...

### Odcinek 12
Stirlitz wraz z radiotelegrafistką przedostają się do Szwajcarii. Przekazują do centrali informacje o tajnych rozmowach Niemców z przedstawicielami Zachodu. Mołotow wysyła oficjalną notę protestacyjną do sojuszników, Stalin pisze ostry list do Roosevelta...

## Dane techniczne
Film został nakręcony na taśmie czarno-białej. Składa się z 12 odcinków trwających od 65 do 79 minut. W materiał fabularny wmontowano liczne fragmenty dokumentalnych kronik filmowych z okresu wojny.
W 2009 zakończyły się trzyletnie prace nad kolorowaną wersją serialu zlecone przez RTR. Brało w nich udział ok. 600 specjalistów z kilku krajów, a koszt wyniósł 3 tys. dolarów za jedną minutę. Odcinki trwały ok. 50 min każdy. Wersja kolorowa serialu wywołała liczne kontrowersje. Głównymi zarzutami jej krytyków było zniszczenie dokumentalnej wymowy filmu poprzez pokolorowanie dzieła, które przez 35 lat, na swój sposób samo stało się dokumentem. Krytykowano fakt ponownej redakcji kultowych wstawek: „Materiały do przeanalizowania” i „Teczki personalne” funkcjonariuszy RSHA, które zostały zredagowane na nowo (a i tak z błędami).
Kolorową wersję sparodiowano w programie telewizyjnym Bolszaja Raznica.